# Hełm wz. 93
O Hełm wz. 93 é um capacete de combate que foi usado pelo Exército Polonês de 1993 até ser sucedido pelo capacete wz. 2000.

## História
Foi o primeiro capacete composto do Exército Polonês (antes dele, havia também um protótipo, o chamado capacete Aleksander Dutka). O capacete wz. 93 foi projetado para substituir os antigos capacetes de aço wz. 50 e wz. 67. O formato do casco é bastante original, com o forro feito de couro artificial tingido de preto. O capacete era pintado de verde e estava disponível em dois tamanhos: pequeno (M) e grande (D). O capacete wz. 93 pode ser equipado com capas camufladas (wz. 89 Puma e wz. 93 Pantera).
O wz. 93, produzido pela Bella, é certificado pela WITU e pelo Centro Alemão de Pesquisa de Tiro em Mellrichstadt, sob o nº B-940049.

## Variantes

### Kirasa BSH-E
Clone russo do wz. 93.

## Operadores
- Armênia: Capacete de uso secundário.[4]
- Polónia: Usado pelo Exército Polonês até a década de 2000. Substituído pelo wz. 2000 e wz. 2005.
- Rússia: O BSH-E foi criado como um clone do wz. 93. As modificações incluíam outro tipo de revestimento e tira de queixo.[5][6]
- Ucrânia: Usado durante a guerra em Donbass e a invasão russa em 2022.[7][8]

## Galeria

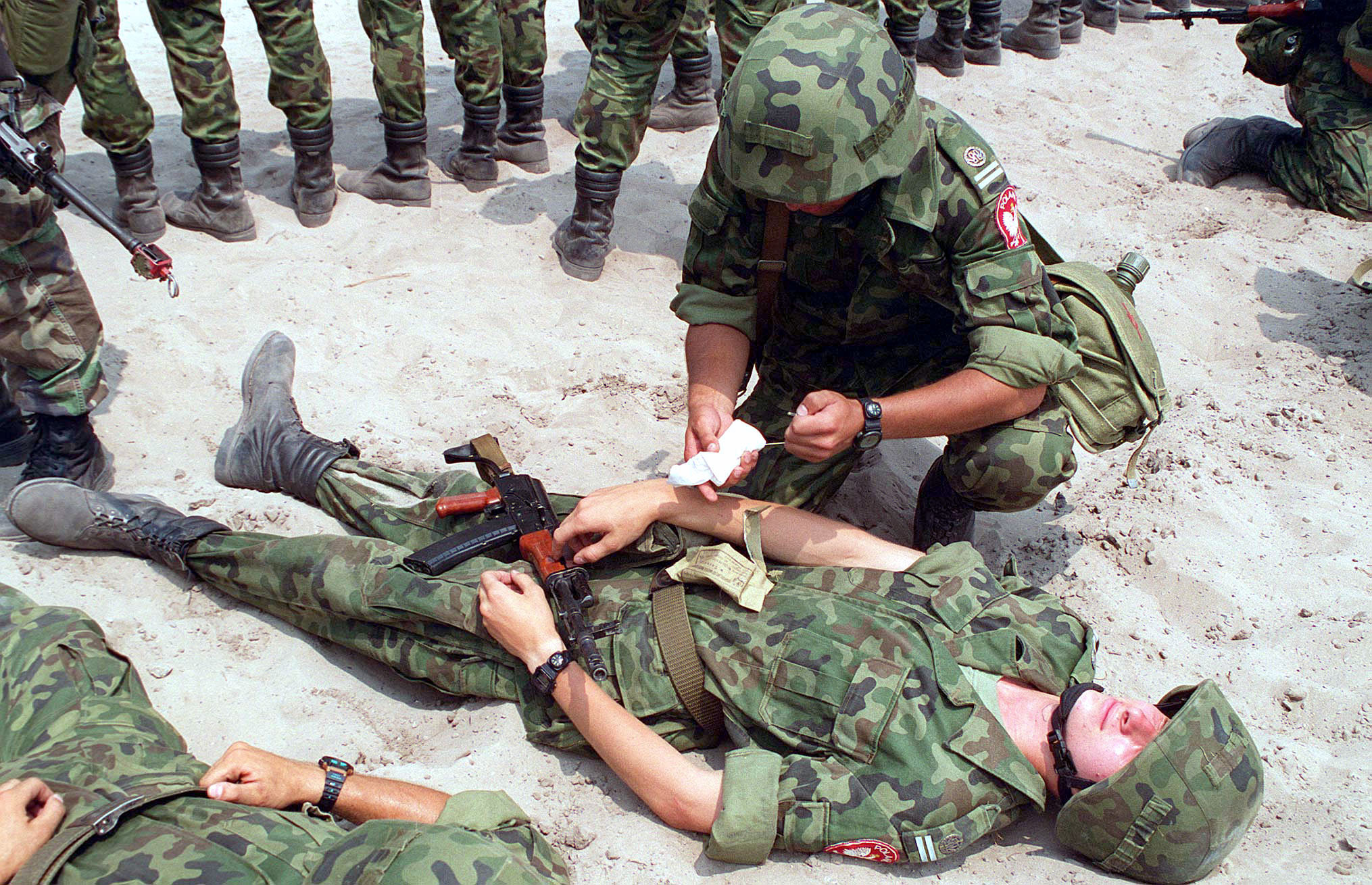
Soldados poloneses durante exercício de treinamento, 1996.
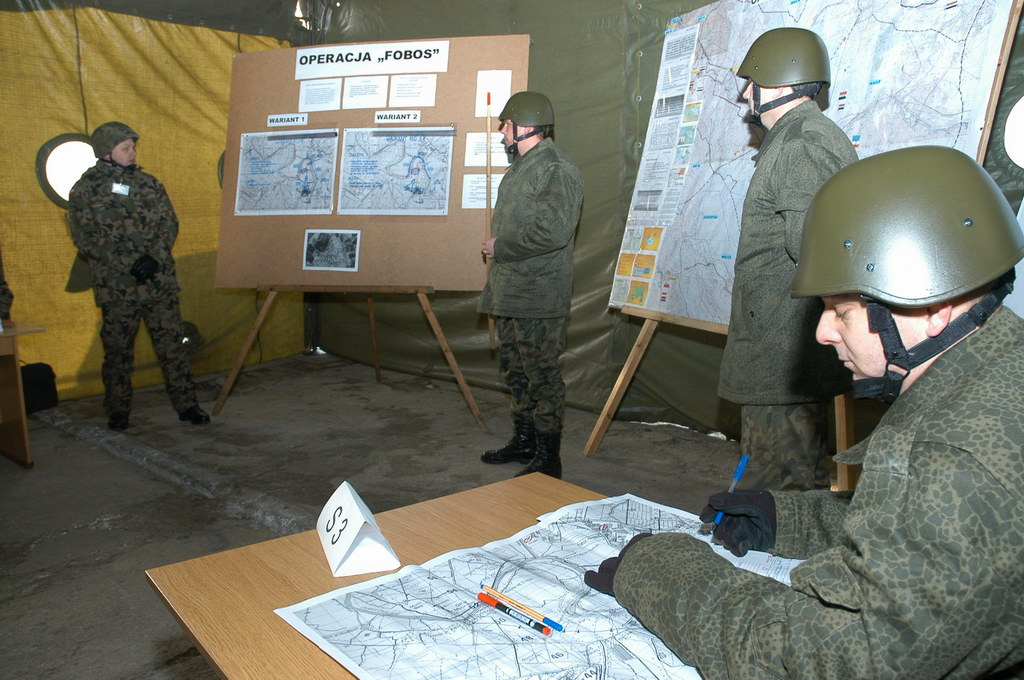
Soldados poloneses em 2006 com capacetes wz. 93.
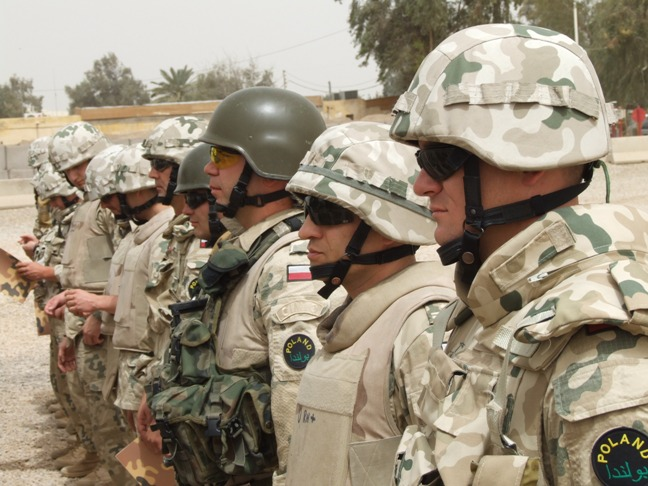
Soldados poloneses no Iraque usando capacetes wz. 93 e wz. 2000, 2007.
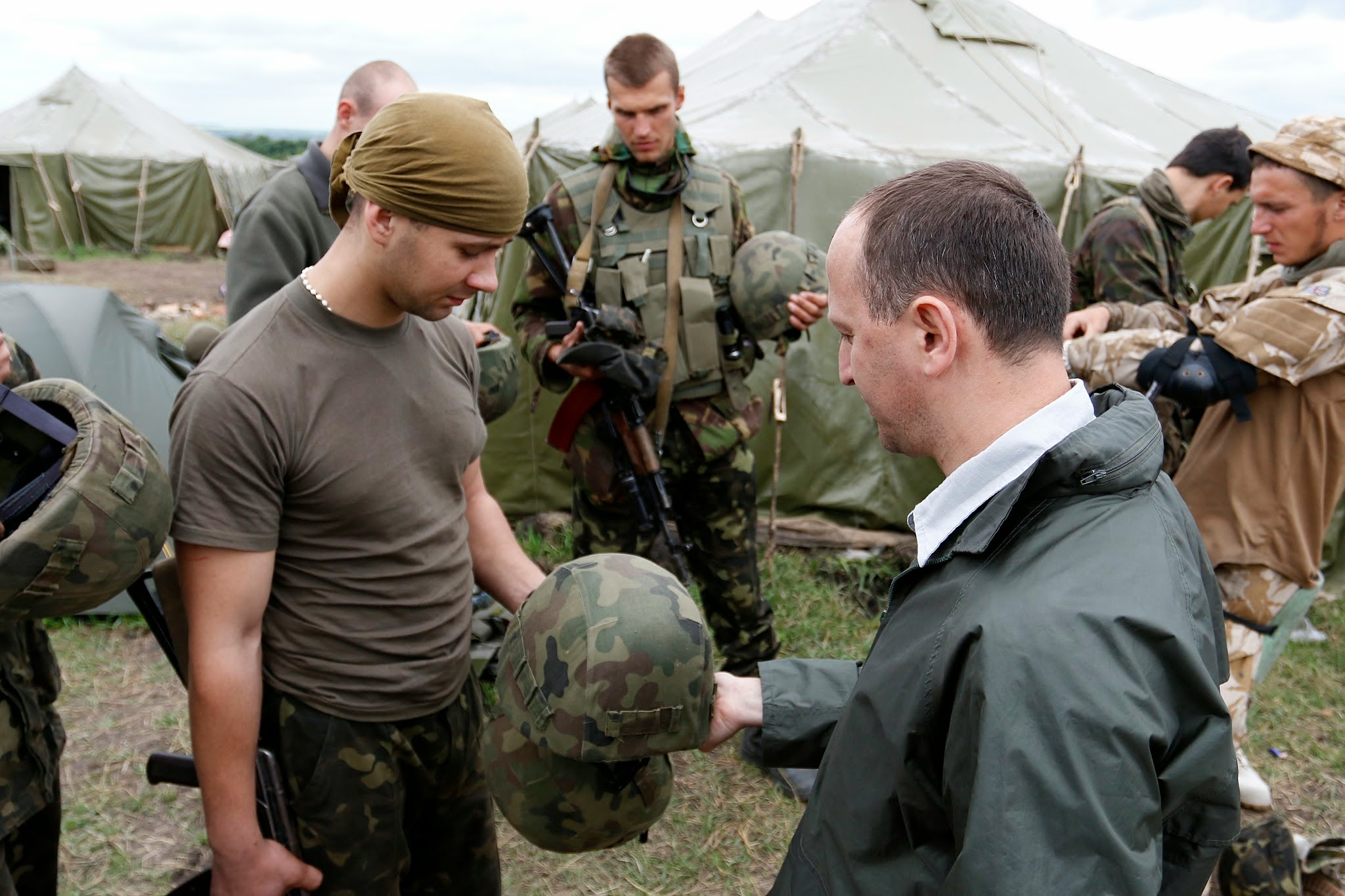
Soldados ucranianos em 2014, com capacetes wz. 93.
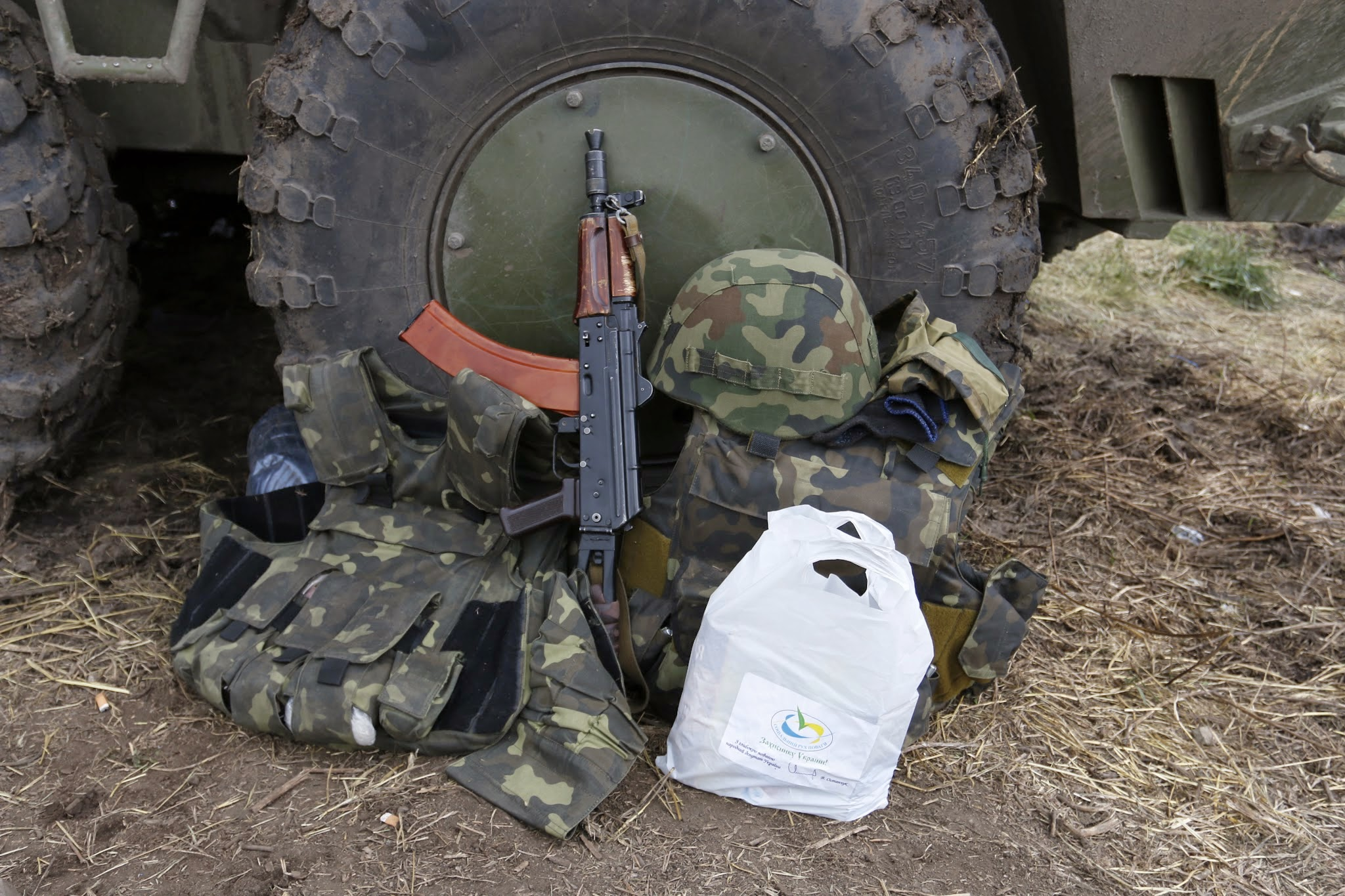
O hełm wz. 93 com outros equipamentos ucranianos, 2014.